# Панкратов, Виктор Павлович
Виктор Павлович Панкратов (укр. Віктор Павлович Панкратов, 18 июня 1947, село Астраханка Мелитопольского района Запорожской области) — советский и украинский чиновник, председатель Запорожского городского совета народных депутатов (1990—1991).

## Биография
Родился в семье бухгалтера и учительницы. В сентябре 1955 — мае 1965 года — ученик Астраханской средней школы Мелитопольского района Запорожской области. В 1962 году вступил в комсомол.
В сентябре 1965 — июне 1970 года — студент машиностроительного факультета Запорожского машиностроительного института, инженер-механик. Был старостой группы, лекции студентам читал ректор вуза Павел Андреевич Михайлов.
В сентябре 1970 — апреле 1971 года — инженер-технолог, мастер Армавирского электромеханического завода Краснодарского края.
В мае 1971 — мае 1972 года — служба в Советской армии (город Краснодар, военная часть № 26265).
В июне 1972 — октябре 1973 года — инженер-наладчик станков с ЧПУ Запорожского моторостроительного завода.
24 октября 1973 — 25 ноября 1975 года — секретарь комитета комсомола Запорожского моторостроительного завода.
Член Коммунистической партии Украины с октября 1974 по 1991 год.
25 ноября 1975 — 19 октября 1978 года — 2-й секретарь Запорожского областного комитета ЛКСМУ.
19 октября 1978 — 6 января 1984 года — 1-й секретарь Запорожского областного комитета ЛКСМУ.
6 января 1984 — 30 марта 1990 года — 1-й секретарь Жовтневого районного комитета КПУ города Запорожья.
30 марта 1990 — 14 января 1991 года — председатель Запорожского городского совета народных депутатов. На следующих выборах проиграл Юрию Бочкарёву. Был депутатом городского совета, а затем два созыва депутатом областного совета.
В феврале — апреле 1991 года — исполняющий обязанности заведующего Запорожским областным отделом социального обеспечения. 18 апреля 1991 — май 1992 года — заведующий Запорожским областным отделом социального обеспечения исполкома Запорожского областного совета народных депутатов.
В мае 1992 — августе 1994 года — начальник управления социального обеспечения Запорожской областной государственной администрации. В августе 1994 — декабре 1995 года — начальник управления социальной защиты населения Запорожского областного совета народных депутатов. В декабре 1995 — ноябре 2000 года — начальник управления социальной защиты населения Запорожской областной государственной администрации. С 1995 по 1998 год, не оставляя основной работы, избирался заместителем председателя облсовета на общественных началах. С 1 декабря 2000 по 2012 год — начальник Главного управления труда и социальной защиты населения Запорожской облгосадминистрации.
Член Партии пенсионеров.
Затем — на пенсии в городе Запорожье.

## Награды и звания
- Орден Дружбы народов (1981)[3]
- Почётная грамота Кабинета министров Украины (1999)[4]
- Заслуженный работник социальной сферы Украины (2004)[5]